# Primisser (Familie)
Die Familie Primisser (Namensvarianten Primser, Primbser, Primsmer, Primner und Primeserist) ist eine aus Südtirol stammende Familie, die mehrere gelehrte oder künstlerisch begabte Mitglieder hervorbrachte. Sie wurde deshalb mitunter auch als Gelehrtenfamilie bezeichnet. Die Familie war in Prad am Stilfserjoch und dem heute zu Prad gehörigen Ort Agums ansässig. Die Familie verdiente ursprünglich mit Landwirtschaft und Handwerk ihren Lebensunterhalt, konnte aber aufgrund der Unterstützung wohlhabender Tiroler Bürger einem Teil ihrer Kinder eine höhere, über den Stand der Familie hinausgehende Ausbildung zukommen lassen.

## Stammliste der Prader Primisser
1. Georg Primisser ⚭ Maria Egger, elf Kinder, darunter
  1. Johann Primisser, kunstbegabter Weber[3] ⚭ Maria Burger
    1. Johann Friedrich Primisser (1757–1812), Dichter und Archivar
      1. Gottfried Primisser (1785–1812), Archivar und Historiker

  2. Anton Primisser (* 22. August 1702 in Prad), Landwirt ⚭ Barbara Reisigl, neun Kinder, darunter
    1. Marie Primisser (* 25. Januar 1732) ⚭ Joseph Unterkircher (1733–1788)
      1. Paul Unterkirchner (* 23. Januar 1760)
        1. Martin Unterkirchner (* 1. November 1793) ⚭ Therese Primisser (siehe unten)

      2. Kaspar Unterkirchner (1774–1836), katholischer Theologe

    2. Karl Primisser (1735–1771; ab 1755 Cassian Primisser), Zisterzienserpater
    3. Johann Baptist Primisser (1739–1815), Archäologe und Museumsfachmann, 1.⚭ N.N. († 9. Mai 1790); 2.⚭ Katharina Wolf
      1. Antonin Primisser (* 8. Dezember 1793; † 23. November 1823)
      2. Alois Primisser (1796–1827), Numismatiker und Museumsfachmann ⚭ 2. September 1822 Julie Mihes (1786–1855), Malerin und Ordensfrau
      3. Therese Primisser (* 1. Dezember 1797) ⚭ Martin Unterkirchner (siehe oben)

    4. Georg Primisser (* 30. März 1743)